# Nathalie Gendron
Nathalie Gendron (ur. 9 lipca 1967 w Lingolsheim) – francuska kolarka szosowa i torowa, złota medalistka szosowych mistrzostw świata.

## Kariera
Największy sukces w karierze Nathalie Gendron osiągnęła w 1991 roku, kiedy wspólnie z Marion Clignet, Catherine Marsal i Cécile Odin zdobyła złoty medal w drużynowej jeździe na czas na szosowych mistrzostwach świata w Stuttgarcie. Był to jedyny medal zdobyty przez Gendron na międzynarodowej imprezie tej rangi. W tym samym roku zwyciężyła w Chrono des Herbiers, a rok wcześniej była druga w Grand Prix de France. Startowała także w kolarstwie torowym, zdobywając między innymi mistrzostwo Francji w wyścigu punktowym w 1993 roku. Nigdy nie wystąpiła na igrzyskach olimpijskich.